# Artère du bulbe du pénis
L'artère du bulbe du pénis (ou artère bulbaire ou artère périnéale profonde ou artère transverse profonde du périnée) est une artère systémique paire de l'abdomen masculin située dans le petit bassin. Elle vascularise le bulbe du pénis.

## Origine
L'artère du bulbe du pénis nait de l'artère pudendale interne dans sa portion horizontale en avant de l'artère périnéale.

## Trajet
L'artère du bulbe du pénis se dirige en dedans entre les fascias supérieur et inférieur du diaphragme pelvien. Elle se termine au niveau de la face dorsale du bulbe du pénis en arrière de l’urètre où elle se divise en plusieurs branches de vascularisation.
Celles-ci vascularisent le bulbe du pénis, la partie postérieure du corps spongieux et l’urètre spongieux et forment des anastomoses avec les artères urétrale, profonde du pénis et dorsale du pénis..

## Images supplémentaires

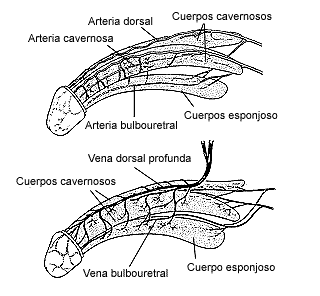
Artères et veines du pénis (espagnol)
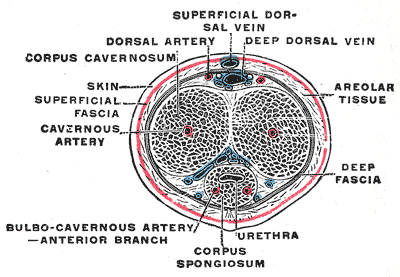
Le pénis en coupe transversale, montrant les vaisseaux sanguins.
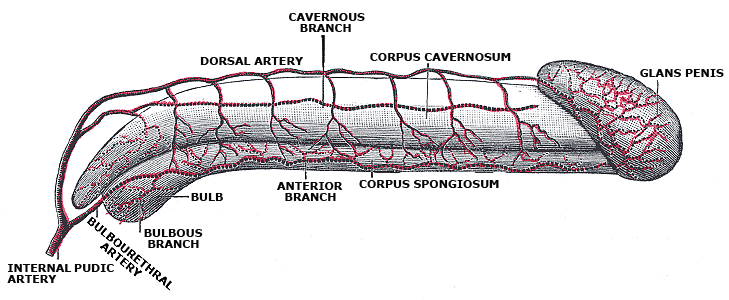
Diagramme des artères du pénis